# Nexo (lugar fantástico)
El Nexo es un lugar fantástico de la saga El ciclo de la puerta de la muerte.

## Creación
Su origen está en la separación del antiguo mundo por los sartán. Estos crearon una prisión para sus enemigos, los patryn, y lo llamaron "el Laberinto", con la intención de amoldar a los patryn y de hacerlos más dóciles, para lo que  prepararon trampas y peligros repartidos a lo largo y ancho del mismo. El resultado sin embargo fue contrario al esperado: los sartán vivieron una larga época de decadencia y abandonaron el Laberinto. Esto provocó un grado de peligrosidad en el mismo mucho mayor, hasta el punto de que el propio Laberinto pareció cobrar vida propia y considerar a los patryn como una amenaza. Todo esto no hizo más que potenciar el odio ancestral de los patryn contra sus captores originales, los sartán.

## Historia
Todos los patryn desean huir al Nexo, pero solo lo pueden hacer en pequeños grupos o en solitario. A estos últimos se los conoce como corredores, y prefieren huir por cuenta propia ya que consideran que ir en grupo es más arriesgado, dado que los grupos, al llevar consigo niños o heridos, son más lentos, convirtiéndose en presa fácil para los depredadores.
El primer patryn que huyó del Laberinto fue Xar y se otorgó a sí mismo el título de Señor del Nexo. En él encontró la Biblioteca del Nexo, un gran conjunto de libros escritos en el idioma sartán. Gracias a ellos pudo saber la forma de usar la Puerta de la Muerte y los otros mundos, e instruyó a Haplo para que la traspasara. Desde el Nexo, pudo organizar su conquista de los otros mundos y educar a Bane para leer las runas sartán. A pesar de estar en el Nexo, salva a muchos patryn adentrándose en el Laberinto en repetidas ocasiones. Su última visita al Nexo fue antes de la Batalla de la Última Puerta.
A pesar de que Xar fue el primer patryn que escapó del Laberinto con vida, fue el sartán Zifnab el que escapó por primera vez. Él escribió los libros de la biblioteca para sus compañeros sartán considerados herejes. Su última visita al Nexo fue cuando advirtió a Haplo de que debía buscar a Alfred para adentrarse en el Laberinto.

## Descripción
Su aspecto es el de una ciudad medieval, fortificada y con un bosque. Como el sol no ilumina el Laberinto, las calles son de un color gris y suelen estar desiertas. La muralla evita que entren las bestias y la puerta de hierro separa el Nexo de la Última Puerta, que es la separación entre el Nexo y el Laberinto. Los dos edificios más importantes son la biblioteca sartán y la casa del Señor del Nexo.
- Datos: Q6041635